# يو إف سي ليلة القتال: دوس أنجوس ضد ألفاريز
يو إف سي ليلة القتال: دوس أنجوس ضد ألفاريز (بالإنجليزية: UFC Fight Night: dos Anjos vs. Alvarez)‏ هو حدث لفنون القتال المختلطة نظمته يو إف سي، أُقيم في 7 يوليو 2016، على إم جي إم جراند جاردن أرينا في لاس فيغاس، نيفادا، الولايات المتحدة.